# Dohoda mezi Českou republikou a Spojenými státy americkými o spolupráci v oblasti obrany
Dohoda o spolupráci v oblasti obrany je dohoda mezi Spojenými státy a Českou republikou, schválená vládou ČR 26. dubna 2023, Senátem PČR 13. 7. 2023, Poslaneckou sněmovnou PČR 19. 7. 2023 a ratifikována prezidentem republiky Petrem Pavlem 1. 8. 2023, kdy také vstoupila v platnost.
Dohoda upravuje přítomnost ozbrojených sil USA a jejich závislých osob na území České republiky, jakož i přítomnost a činnosti dodavatelů USA na území České republiky.
Tato Dohoda dále rozvíjí a posiluje, mimo jiné:
a) spolupráci mezi stranami v záležitostech týkajících se obrany, a to jak bilaterálně, tak v rámci NATO,
b) bližší vztah v oblasti interoperability, rozvoje schopností, obranného plánování a vojenského výcviku stran za účelem posílení společného obranného úsilí,
c) pravidelné konzultace ohledně hrozeb a výzev pro mezinárodní mír a bezpečnost včetně boje proti terorismu a
d) výměnu informací a zkušeností ve strategických záležitostech obrany a bezpečnosti.
Dohoda neobsahuje závazky USA k obraně České republiky. Česká republika přijme nezbytná opatření k zajištění ochrany ozbrojených sil USA a umístěného materiálu. Pro účely udržení či obnovení pořádku, zajištění kontinuity vojenských operací a ochrany ozbrojených sil USA, dodavatelů USA, českých dodavatelů a závislých osob jsou ozbrojené síly USA oprávněny k přijímání opatření nezbytných k užívání, provozu, obraně nebo kontrole dohodnutých zařízení a prostorů ozbrojenými silami USA.

## Obsah dohody
Dohoda definuje „Dohodnutá zařízení a prostory“ poskytnuté Českou republikou podle podmínek této Dohody ozbrojeným silám USA, dodavatelům USA, českým dodavatelům, závislým osobám a dalším osobám podle vzájemné dohody.
Jde o:
- Vojenské letiště Čáslav
- Vojenské letiště Náměšť nad Oslavou
- Vojenské letiště Pardubice
- Logistické centrum Mošnov u letiště Leoše Janáčka Ostrava
- Vojenský výcvikový prostor Hradiště
- Vojenský výcvikový prostor Libavá
- Vojenský výcvikový prostor Boletice
- Vojenský výcvikový prostor Březina
- Vojenská posádka Vyškov
- Vojenská posádka Rančířov
- Vojenská posádka Stará Boleslav

Česká republika poskytne dohodnutá zařízení a prostory bez nájemného či obdobných nákladů pro ozbrojené síly USA.
Dohoda dává ozbrojeným sílám USA, dodavatelům USA, českým dodavatelům a závislým osobám oprávnění k nerušenému přístupu a užívání výše uvedených dohodnutých zařízení a prostorů pro účely návštěv; výcviku; cvičení; manévrů; průjezdu; podpůrných a souvisejících činností; doplňování paliva do letadel; doplňování paliva plavidlům; přistávání, záchytu či odtažení letadel; dočasné údržby vozidel, plavidel a letadel; ubytování personálu; spojení; shromažďování a rozmísťování ozbrojených sil a materiálu; umisťování vybavení, zásob a materiálu; činností v oblasti bezpečnostní podpory a spolupráce; spojených a společných výcvikových činností; činností v oblasti humanitární pomoci či odstraňování následků katastrof; řešení krizových situací; výstavby na podporu vzájemně dohodnutých činností; a pro další účely, které jsou plněny v rámci Severoatlantické smlouvy.
ČR a USA budou dohodnutá zařízení a prostory užívat společně a budou k nim mít společný přístup s výjimkou těch dohodnutých zařízení a prostorů nebo jejich částí, které byly výkonnými orgány specificky určeny k výlučnému přístupu a užívání ozbrojenými silami USA.
Na základě žádosti ozbrojených sil USA mají české výkonné orgány usnadnit ozbrojeným silám USA, dodavatelům USA a českým dodavatelům dočasný přístup a užívání všech soukromých a veřejných pozemků a zařízení (včetně silnic, přístavů a letišť), a to za účelem jejich užívání pro podporu ozbrojených sil USA. Ozbrojené síly USA, dodavatelé USA ani čeští dodavatelé neponesou náklady takové pomoci.
Ozbrojené síly USA mohou do dohodnutých zařízení a prostorů a do dalších míst podle vzájemné dohody přepravovat, umisťovat a tam skladovat obranné vybavení, zásoby a materiál.
Materiál ozbrojených sil USA, jakož i zařízení nebo jejich části určené ke skladování takového materiálu, budou užívány výhradně ozbrojenými silami USA, nebude-li vzájemně dohodnuto jinak. Ozbrojené síly USA budou mít výlučnou kontrolu nad přístupem, užíváním a nakládáním s tímto umístěným materiálem a budou mít neomezené právo kdykoli odvézt tento umístěný materiál z území České republiky. Místa skladování mohou být i mimo výše vyjmenované prostory.
Na příslušníky ozbrojených sil USA, závislé osoby a dodavatele USA se neuplatní české právní předpisy upravující registraci a kontrolu cizinců.
Letadla, plavidla a vozidla provozovaná ozbrojenými silami USA, nebo výlučně pro ně, mohou volně vstupovat, pohybovat se na území České republiky a opouštět ho. Na palubu takových letadel, plavidel a vozidel nebude možné bez souhlasu Spojených států vstupovat nebo je podrobovat prohlídce.
Dohoda se sjednává na počáteční dobu platnosti 10 let. Po počáteční době platnosti zůstane dohoda v platnosti, ale kterákoli strana ji může ukončit písemnou výpovědí s jednoroční výpovědní lhůtou.

## Historie  dohody
Zahájení jednání o dohodě DCA oznámila ministryně obrany Jana Černochová 21. dubna 2022. Český vyjednávací tým vedl vrchní ředitel Sekce obranné politiky a strategie Jan Jireš. Proběhla čtyři kola jednání s USA. Projednávání dohody v utajeném režimu se účastnilo Ministerstvo obrany, Ministerstvo financí, Ministerstvo spravedlnosti, Ministerstvo zahraničních věcí, Ministerstvo dopravy, Ministerstvo práce a sociálních věcí, Ministerstvo vnitra a Nejvyšší státní zastupitelství.
Dohoda byla zveřejněna a schválena vládou ČR 26. dubna 2023.
Dohodu podepsala ve Washingtonu ministryně obrany Jana Černochová se svým americkým protějškem Lloydem Austinem 23. května 2023. Jedná se ze strany USA o nejvyšší, takzvanou prezidentskou dohodu.
Poslanecká sněmovna dohodu 28. června 2023 v prvním kole po dvoudenních obstrukcích ze strany poslanců hnutí SPD podpořila. Poslanci vládní koalice odmítli návrh Radka Vondráčka k projednání dohody v ústavněprávním výboru.
Dohodu schválil Senát 13. července 2023 (senátní tisk 108/0) .
S ratifikací dohody (sněmovní tisk 462/0)  vyslovila souhlas Poslanecká sněmovna 19. července 2023 s doprovodným usnesením navrženým stranou ANO:
1. Uzavření Dohody o spolupráci v oblasti obrany znamená prohloubení obranné spolupráce mezi Českou republikou a Spojenými státy americkými a přispívá k vyšší bezpečnosti České republiky, neboť transatlantická spolupráce je základem kolektivní obrany zemí NATO.
2. Případná přítomnost ozbrojených sil USA na území České republiky je možná pouze se souhlasem České republiky a s plným respektem k Ústavě České republiky a k právnímu řádu České republiky.
3. Dohoda nezakládá právo na rozmístění jaderných zbraní na území České republiky.
4. Dohoda nedává bez předchozího souhlasu České republiky právo ozbrojeným silám USA budovat na území České republiky stálé vojenské základny, ani na něm trvale pobývat.[15][16]

Prezident republiky Petr Pavel podepsal v úterý dne 1. srpna 2023 ratifikační listinu bez doplnění doprovodného usnesení schváleného parlamentem. Listina podléhá spolupodpisu předsedou vlády.

## Postoje politických stran

### Strany vládní pětikoalice
Strany vládní pětikoalice dohodu podporují.
Sjednání dohody je podle Černochové krokem k posílení obranné spolupráce se Spojenými státy, a tím i k posílení obranyschopnosti ČR v době, kdy probíhá ruská vojenská agrese a obecně se výrazně zhoršuje globální bezpečnostní prostředí. Spojené státy jsou podle ní českým klíčovým spojencem v oblasti ekonomické, bezpečnostní i v oblasti vědy a výzkumu a nejvýznamnějším spojencem v oblasti obrany. Posilování transatlantické vazby je proto podle Černochové v bytostném zájmu ČR. Uzavření dohody podle ní umožní prohloubení spolupráce mezi českými a americkými ozbrojenými silami, zejména v souvislosti se zajišťováním obrany východního křídla NATO, logistickou podporou spojeneckých vojenských aktivit, posilováním obranné infrastruktury, zvyšováním interoperability českých ozbrojených sil, vojenským vzděláváním a společným výcvikem a cvičeními. Smyslem dohody je podle Černochové upravit právní postavení příslušníků ozbrojených sil Spojených států na území České republiky.

### Hnutí ANO
Hnutí ANO veřejné stanovisko k dohodě nezaujalo. Bývalý ministr obrany Lubomír Metnar v době podpisu dohody ve Washingtonu prohlásil, že dohodu v klubu hnutí diskutují a ještě nedošli k žádnému stanovisku, jak se k dohodě v rámci ratifikačního procesu postaví. ANO diskutuje věci jaké se jeví rizikové, ať už je to právo stavby, jurisdikce, pomoc při pobytu vojáků pro případ epidemií. ANO dělá porovnání i s dohodami s jinými zeměmi, aby vidělo jak to vypadá z celkového pohledu.
Proti smlouvě se dne 4. června 2023 vyjádřil Andrej Babiš v nedělní Partii TV Prima (že on „nechce válku, o které stále mluví šílený náčelník Řehka“), ale předsedkyně Poslaneckého klubu ANO 2011 v Parlamentu České republiky Alena Schillerová později přislíbila její podporu (smlouva „přispívá k bezpečnosti země“).

### Hnutí SPD
Hnutí SPD má k dohodě odmítavý postoj. Hnutí odmítá cizí základny a vojáky na českém území. Podle Radovana Vícha to není smlouva o spolupráci, ale o budoucí vojenské přítomnosti USA v České republice. Ve všech smluvených lokalitách mohou USA podle Vícha stavět vlastní budovy, a to včetně prodejen potravin, otevřených stravovacích zařízení, bankovních služeb, společenských a vzdělávacích center. V případě schválení smlouvy se tak podle Vícha budou moci na území ČR volně pohybovat a operovat ozbrojené síly USA včetně rodinných příslušníků. Podle Vícha zavádí „volný režim“ příjezdů, odjezdů, přivážení jakýchkoli movitých věcí a skladování zbraní a střeliva do smluvených prostor bez možnosti kontrol ze strany ČR. Na Slovensku byla přijata interpretační doložka, ve které se mj. uvádí, že smlouva není rozhodnutí o vytvoření vojenských základen na jejich území a ani o přítomnosti amerických vojáků. ČR s takovouto interpretační doložkou nepočítá. Smlouva je podle Vícha pro ČR nevýhodná, zbytečná a narušuje svrchovanost a suverenitu českého státu. Podle Vícha stačí stávající smlouva NATO –⁠ SOFA. Smlouva podle Vícha neuvádí počty. Podle něj je to de-facto obdoba dohody o dočasném pobytu cizích vojsk na československém území z roku 1968. Víchovi vadí, že smlouvu nejde prvních deset let vypovědět.
Předseda SPD Tomio Okamura si v poslanecké sněmovně 17. května 2023 stěžoval, že dohodu s SPD nikdo neprojednával. Podle ministryně obrany Černochové jednání proběhlo jak se zástupci ANO, tak i s hnutím SPD, za které se jej účastnil poslanec Radovan Vích. Ve sněmovní debatě dal opakovaně najevo, že jeho hnutí bude hlasovat proti, protože „odmítá přítomnost cizích vojáků a cizích základen na území ČR“. Smlouvu přirovnal ke Zvacímu dopisu z roku 1968.

### Další strany
Smlouvu odmítají KSČM a strana PRO.

## Kontext dohody
V roce 1995 byla v Bruselu přijata Dohoda mezi členskými státy NATO a ostatními státy zúčastněnými v Partnerství pro mír o statutu jejich ozbrojených sil a Dodatkový protokol k Dohodě mezi členskými státy Severoatlantické aliance a ostatními státy zúčastněnými v Partnerství pro mír o statutu jejich ozbrojených sil. Od 26. dubna 1996 tak pro Českou republiku vstoupila v platnost s určitými omezeními dohoda NATO SOFA podepsaná v Londýně 19. června 1951, k níž Česká republika přistoupila 30. listopadu 2000.
Česká republika je od roku 1999 členem NATO.
Dne 31. srpna 2007 vstoupila v platnost Dohoda mezi vládou České republiky a vládou Spojených států amerických o opatřeních k ochraně utajovaných vojenských informací.
Dne 31. října 2008 byla v Praze podepsána Dohoda mezi vládou České republiky a vládou USA o spolupráci v oblasti protiraketové obrany a v tomto dokumentu je uvedeno, že dohoda vstoupila v platnost na základě svého článku XV odst. 15.1 dne 29. listopadu 2009. Nicméně Ministerstvo zahraničních věcí ve svém seznamu zahraničních smluv neuvádí datum vstupu dohody v platnost, neboť neproběhl proces ratifikace parlamentem a podpis prezidentem.
V září 2009 USA oznámily i vzhledem k odporu části české veřejnosti proti radaru v Brdech a kvůli obdobné dohodě s Rumunskem, že ustoupily od svého záměru na vybudování základny s radarem protiraketové obrany v ČR.
Dne 2. února 2016 vstoupila v platnost Dohoda o akvizici a vzájemném poskytování služeb mezi Ministerstvem obrany České republiky a Ministerstvem obrany Spojených států amerických („ACSA”).
Po ruské invazi na Ukrajinu začala Česká republika jednání s USA o obranné dohodě, kterou má 24 z 31 členských zemí NATO.
Dne 11. až 12. července 2023 se ve Vilniusu konal summit NATO, kde se bude jednat o posílení východního křídla NATO na 300 tisíc vojáků.

## Kontroverze

### Zásah do pravomocí a suverenity ČR
Podle článku 10a ústavy ČR mezinárodní smlouvou mohou být některé pravomoci orgánů České republiky přeneseny na mezinárodní organizaci nebo instituci. K souhlasu s ratifikací mezinárodní smlouvy uvedené v článku 10a je třeba souhlasu třípětinové většiny všech poslanců a třípětinové většiny přítomných senátorů. USA však není mezinárodní organizací ani institucí. Vojenská dohoda s USA zasahuje do pravomocí státu tím, že se ČR předem vzdává práva stíhat trestné činy, které spáchají vojáci USA na českém území. Přestože si vláda ponechala výjimku, že toto vzdání se neuplatní v případech zvláštního významu, nemůže ČR uvalit vazbu a USA se zavazují, že zajistí přítomnost obviněného vojáka před českými orgány  po dobu jednoho roku, včetně odvolacího řízení, což je v závažných případech krátká doba.

### Možnost vstupu vojsk USA na území ČR bez souhlasu dle čl. 43 ústavy
Vlastní dohoda s USA neuvádí žádné procedury povolování vstupu vojsk USA na území ČR, k vstupu stačí identifikační karta a platný rozkaz k přesunu. Dohodou je zrušen dřívější požadavek na kontrasignaci rozkazu k přesunům českou stranou. Dohoda uznává dřívější dohodu  NATO SOFA, která upravovala vztahy ozbrojených sil zemí NATO a uváděla ,že rozhodnutí vysílat  ozbrojené síly a podmínky, za kterých budou vysílány, budou předmětem samostatných dohod mezi zainteresovanými smluvními stranami. Takovouto dohodou je obranná dohoda s USA.
Obranná dohoda s USA uvádí, že přítomnost ozbrojených sil USA na území České republiky podle této Dohody je se souhlasem České republiky a s plným respektem k Ústavě České republiky a českému právu, berouce v úvahu, že ozbrojené síly Spojených států („USA“) mohou být přítomni na území České republiky. Dopravní prostředky USA mohou volně vstupovat, pohybovat se na území ČR.
Pokud je ustanovení mezinárodní dohody odlišné od zákonů smluvní strany, postupuje se podle mezinárodní dohody. Pokud jsou ustanovení mezinárodních dohod v rozporu, postupuje se podle pozdější dohody.
Legislativní orgány ČR by při ratifikaci měly vyloučit možnost výše uvedené dezinterpretace, která by umožnila vstup USA vojsk na území ČR bez souhlasu ČR dle článku 43 ústavy.

### Možnost útoku USA na třetí zemi přes území ČR
Dohodě dává právo americké straně k umístění obranného vojenského materiálu a právo vstupu americké vojenské techniky. Dohoda neomezuje možnost útočných akcí USA přes území ČR.

### Americké základny na území ČR
DCA nepovede ke zřízení nebo k výstavbě amerických vojenských základen na území ČR. USA dostanou bezplatný přístup do 11 českých zařízení a prostor a právo k jejich užívání. Ozbrojené síly USA budou do těchto základen sami či v koordinaci s ČR kontrolovat vstup. Maďarsko s USA dohodlo, že si nad dohodnutými vojenskými základnami udrží vojenské velení. Ozbrojené síly USA, dodavatelé USA a čeští dodavatelé mohou v dohodnutých zařízeních a prostorech vykonávat stavební činnosti. Vybudované nebo zhodnocené nemovitosti zůstanou v českém vlastnictví a při navrácení české straně mohou být USA vyplaceny kompenzace zbytkové hodnoty investic a zhodnocení.

### Umístění jaderných zbraní na území ČR
DCA vytváří podmínky k rozmístění jaderných zbraní USA na území ČR.
Československo se připojilo ke Smlouvě o nešíření jaderných zbraní s platností od 5. března 1970. Smlouva nebrání umístění na území ČR jaderných zbraní, které jsou pod kontrolou jiného státu. USA smlouvu o nešíření jaderných zbraní v různých zemích Evropy obchází programem sdílení jaderných zbraní. Spojené státy sdělily spojencům NATO, že v případě války smlouva o nešíření jaderných zbraní (NPT) již nebude platit.
Dohoda DCA vytváří z hlediska umístění jaderných zbraní USA v ČR tyto podmínky:
- Zavádí zařízení a objekty s výlučným užíváním armádou USA a s omezeným přístupem českých orgánů. Podmínky přístupu orgánů ČR se budou dohadovat v budoucnu.
- Umístěný materiál ozbrojených sil USA, jakož i zařízení nebo jejich části určené ke skladování takového umístěného materiálu, budou užívány výhradně ozbrojenými silami USA. Ozbrojené síly USA budou mít výlučnou kontrolu nad přístupem, užíváním a nakládáním s tímto umístěným materiálem.
- Dopravní prostředky provozované ozbrojenými silami USA mohou volně vstupovat, pohybovat se na území České republiky . Na palubu takových dopravních prostředků nebude možné bez souhlasu Spojených států vstupovat nebo je podrobovat prohlídce.
- utajení informací, včetně utajení úředních informací USA na celnicích

Veřejnost se z výše uvedených důvodů o umístěných jaderných zbraní v ČR ani nemusí dozvědět. USA oznamují českému výkonnému orgánu typy, počty a rozvrhy dodávek. Výše uvedené, ale nedává českým orgánům možnost kontroly.
Rozmístění jaderných zbraní na území ČR brání mezinárodní dohoda Zakládající akt Rusko-NATO. Dle dohody NATO nebude rozmisťovat jaderné zbraně na území nových členů a nebude zde budovat úložiště jaderných zbraní.
Dne 2. června 2023 se předsedkyně české Poslanecké sněmovny Markéta Pekarová Adamová na setkání předsedů parlamentů zemí NATO ve Vilniusu vyslovila za zrušení Zakládajícího aktu Rusko-NATO.
Česká republika se nepřipojila ke Smlouvě o zákazu jaderných zbraní TPNW z roku 2017 s tím, že připojení k dohodě by bylo v rozporu se závazky Česka v NATO.
Dohoda umožní americké straně za koordinace s českou stranou přepravovat, umisťovat a skladovat svůj obranný materiál na území ČR. Obranný materiál bude moci být umístěn v jedenácti dohodnutých zařízeních a prostorech a do dalších míst podle vzájemné dohody.

### Rozdílné stavební normy při výstavbě základen
Dle dohody mají být technické požadavky a stavební standardy včetně bezpečnostních stavebních standardů jakéhokoli projektu realizovaného ozbrojenými silami USA v souladu s požadavky a standardy obou stran. Americké a české normy jsou v mnoha případech nekompatibilní a podle poslanec za ANO Pavel Růžička vyjádřil obavu, zda nebudou některé úpravy provedeny podle amerických norem a Česko nebude muset provádět úpravy po odchodu amerických sil.

### Řešení sporů
Spory dle dohody nebudou předkládány k urovnání vnitrostátnímu soudu ani mezinárodnímu soudu, tribunálu anebo podobnému orgánu, jakož ani žádné jiné třetí straně.

## Petice proti dohodě
Proti ratifikaci vojenské dohody mezi ČR a USA nebo proti přítomnosti cizích vojsk na území ČR bylo vytvořeno několik petic:
- Petice proti přítomnosti cizích vojsk na území ČR Zuzany Majerové Zahradníkové.[53]
- Společná petice občanských iniciativ spolek Svatopluk, výzva Mír a spravedlnost, organizace Svět bez válek a násilí a iniciativa Ne základnám.[54]

- Petice iniciativy NE základnám.[55]

- Petice KSČM Proti přítomnosti cizích vojsk.[56] Petice byla 20. června 2023 projednána v petičním výboru parlamentu.[57]